# Петуховская (Вельский район)
Петуховская — деревня в Вельском районе Архангельской области. Входит в состав Муравьёвского сельского поселения (муниципальное образование «Муравьёвское»).

## География
Деревня расположена на левом берегу реки Вага, притока реки Северная Двина. Через её территорию пролегает маршрут федеральной автомобильной дороги М8 «Холмогоры».
Деревня расположена вплотную к крупнейшему населённому пункту Муравьёвского сельского поселения, деревне Горка Муравьёвская. Расстояние до административного центра поселения, деревни Вороновская, составляет 2,3 км. Расстояние до железнодорожной станции в городе Вельск — 5,8 км по прямой, или 7,3 км пути на автотранспорте.

## Население
| 2002 | 2010 | 2012 | 2014 |
| ---- | ---- | ---- | ---- |
| 142  | ↗182 | ↗186 | ↘178 |

| Население                            | на 1 января 2010 года |
| ------------------------------------ | --------------------- |
| В возрасте до 16 лет                 | 47                    |
| Трудовые ресурсы (из них работающих) | 102 (82)              |
| Пенсионеры                           | 38                    |
| Всего                                | 187                   |
| Прибыло / выбыло (за год)            | 10 / 5                |
| Родилось / умерло (за год)           | 3 / 1                 |

## История
Указана в «Списке населённых мест по сведениям 1859 года» в составе Вельского уезда(2-го стана) Вологодской губернии под номером «2274» как «Пҍтуховская». Насчитывала 9 дворов, 33 жителя мужского пола и 34 женского. Также в деревне находился 1 завод.
В материалах оценочно-статистического исследования земель Вельского уезда упомянуто, что в 1900 году в административном отношении деревня входила в состав Устьвельского сельского общества Устьвельской волости. На момент переписи в селении Пҍтуховское находилось 12 хозяйств, в которых проживало 33 жителя мужского пола и 45 женского.

## Инфраструктура
Жилищный фонд деревни составляет 2,914 тыс. м². Объекты социальной сферы на территории населённого пункта отсутствуют. В число предприятий, расположенных на территории деревни на 1 января 2010 года, входит Автотехцентр М-8.